# Chicago Children's Museum
Le Chicago Children's Museum est un musée pour enfant situé sur le site de la jetée Navy (Navy Pier) à Chicago dans l'État de l'Illinois, aux États-Unis. Il a été fondé en 1982 par la Junior League de Chicago, qui répondait à des compressions de programmation dans les écoles publiques de Chicago. Le musée était abrité à l'origine dans deux couloirs de la Bibliothèque publique de Chicago avant d'organiser des spectacles et des expositions.
Le musée a déménagé un certain nombre de fois, depuis ses premières années d'existence tout en continuant à chercher un lieu permanent. En 1995, le musée s'installe sur la jetée Navy, entourée par le lac Michigan. Les nouvelles installations offrent 5 300 m² d'espace d'exposition et comprend trois étages d'expositions éducatives, des programmes publics et des événements spéciaux.
L'extension en a fait le quatrième plus grand musée pour enfants aux États-Unis. Le musée accueille 650 000 personnes chaque année.
Alors que le musée a un droit d'entrée, il accorde actuellement une entrée libre les jeudis soir à partir de 5 à 8 ans et entrée gratuite toute la journée du premier dimanche de chaque mois.